# Bataille de Huamantla
Guerre américano-mexicaine
Batailles
Opérations le long du Río Grande
- Fort Texas
- Palo Alto
- Resaca de la Palma

La révolte de Taos
- Cañada
- Mora
- Embudo Pass
- Pueblo de Taos

Campagne de Californie
- Santa Fe
- San Pasqual
- Rio San Gabriel
- La Mesa

Campagne du Nord de Taylor
- Monterrey
- Buena Vista

Campagne de Scott
- Veracruz
- Cerro Gordo
- Contreras
- Churubusco
- Molino del Rey
- Chapultepec
- Mexico

Siège de Puebla
- Siège de Puebla
- Bataille de Huamantla

Campagne de la côte Pacifique
- Guaymas
- Mulege
- Punta Sombrero
- Mazatlán
- La Paz
- Palos Prietos et Urias
- San José del Cabo
- Siège de La Paz
- Affaire à Guaymas
- San Blas
- Manzanillo
- San José del Cabo
- Cochorio
- Bocachicacampo
- Todos Santos

La bataille de Huamantla se déroule le 9 octobre 1847 durant la guerre américano-mexicaine, à Huamantla entre les troupes mexicaines dirigées par le général Santa Anna et celles du général Joseph Lane envoyées pour renforcer les troupes américaines de Puebla assiégées par les Mexicains. La victoire des troupes américaines lors de cette bataille permit de lever le siège de Puebla.

## Contexte
Le jour même où Mexico tombe entre les mains des troupes du général Winfield Scott (14 septembre), des forces mexicaines entament le siège de Puebla. Moins d'un mois plus tard, une force de renfort envoyée depuis Veracruz marche sur Puebla sous le commandement du major-général Joseph Lane. Cependant que les troupes de Santa Anna viennent à leur rencontre.

## La bataille
Le 8 octobre, Lanes envoie des éclaireurs qui découvrent que les forces de Santa Anna attendent les renforts américains à Huamantla, à 40 kilomètres de Puebla.  Le 9 octobre, les Texas Rangers de l'avant-garde de Lane commandés par le capitaine Samuel Walker (en) atteignent la ville et comptent environ 2 000 lanciers mexicains. À la tête de ses Rangers, Walker charge pour en déloger les Mexicains mais Santa Anna mène personnellement la contre-attaque et stoppe les Rangers. Walker est alors mortellement blessé et pendant une heure les Américains luttent pour tenir leurs positions dans la cité, certains d'entre eux se sont réfugiés dans une église. Le gros des troupes de Lane arrive alors et déloge les forces de Santa Anna. Lane, choqué d'apprendre la mort de Walker, lâche la bride de ses troupes qui pillent et brûlent Huamantla, il s'agit du seul pillage de cette guerre réalisé par une troupe américaine significative, si d'autres eurent lieu, ce fut par de petits groupes et à une échelle bien moindre.

## Conséquences
La bataille de Huamantla fut la dernière bataille de Santa Anna. Le nouveau gouvernement dirigé par Manuel Peña y Peña inaugura son tout nouveau pouvoir en priant Santa Anna de remettre le commandement de l'armée au général José Joaquín de Herrera. Trois jours après la bataille, le général Lane se fraie un chemin jusqu'à Puebla et en lève le siège. Le général Lane continuera de diriger les opérations anti-guérilla jusqu'en 1848 afin d'assurer l'acheminement de l'approvisionnement des troupes de Veracruz à Mexico.

## Sources
- Battle of Huamantla[1]; G. W. M.; Brooklyn Daily Eagle, Brooklyn, Tuesday, 3 December 1850, p. 4.
- (en) David Nevin, The Mexican War, Alexandria, Time-Life Books, 1979 (1re éd. 1978), 240 p. (ISBN 978-0-8094-2302-6, OCLC 9098436).
- (en) K. Jack Bauer, The Mexican-American War 1846-48, NY; Macmillan, 1974;  (ISBN 0025078909).